# UNITER 2007
Ediția a XV-a a Premiilor UNITER a avut loc pe 23 aprilie 2007 la Sibiu, prima dată când Gala s-a desfășurat în altă parte decât la Teatrul Național din București. Juriul de selecție a fost format din criticii: Oltița Cântec, Alina Mang, Adrian Mihalache, Iulia Popovici și Nicolae Prelipceanu iar juriul final din criticii Visky Andras, Alice Georgescu, scenograful Mihai Mădescu, actrița Valeria Seciu și regizorul Ion Cojar.

## Nominalizări și câștigători
Câștigătorii apar cu aldine.

### Cel mai bun spectacol
- Elizaveta Bam, după Daniil Harms, Teatrul „L.S. Bulandra”, București
- Iubirea Fedrei de Sarah Kane, Teatrul Clasic „Ioan Slavici”, Arad
- Purificare de Sarah Kane, Teatrul Național Cluj

### Cel mai bun regizor
- Radu Afrim, pentru regia spectacolului joi.megaJoy de Katalin Thuroczy, Teatrul Odeon, București
- Andrei Șerban, pentru regia spectacolului Purificare de Sarah Kane, Teatrul Național Cluj
- Alexandru Tocilescu, pentru regia spectacolului Elizaveta Bam, după Daniil Harms, Teatrul „L.S. Bulandra”, București

### Cea mai bună scenografie
- Dragoș Buhagiar, pentru scenografia spectacolului Elizaveta Bam, după Daniil Harms, Teatrul „L.S. Bulandra”, București
- Andu Dumitrescu, pentru scenografia spectacolului Vremea dragostei, vremea morții de Fritz Kater, Teatrul Național „Radu Stanca”, Sibiu
- Doru Păcurar, pentru scenografia spectacolului Iubirea Fedrei de Sarah Kane, Teatrul Clasic „Ioan Slavici”, Arad

### Cel mai bun actor în rol principal
- Marius Stănescu, pentru rolul Hamlet din spectacolul Hamletmachine de Heiner Muller, Teatrul Odeon, București
- Andras Hathazi, pentru rolul Tinker din spectacolul Purificare de Sarah Kane, Teatrul Național Cluj
- Zoltan Lovas, pentru rolul Hipolit din spectacolul Iubirea Fedrei de Sarah Kane, Teatrul Clasic „Ioan Slavici”, Arad

### Cea mai bună actriță în rol principal
- Andreea Bibiri, pentru rolul Grace din spectacolul Purificare de Sarah Kane, Teatrul Național Cluj
- Crina Mureșan, pentru rolul Elizaveta Bam din spectacolul Elizaveta Bam după Daniil Harms, Teatrul „L.S. Bulandra”, București
- Irina Wintze, pentru rolul Fedra din spectacolul Iubirea Fedrei de Sarah Kane, Teatrul Clasic „Ioan Slavici”, Arad

### Cel mai bun actor în rol secundar
- Sorin Leoveanu, pentru rolul Anchetatorul din spectacolul Crimă și pedeapsă, după F.M. Dostoievski, Teatrul „L.S. Bulandra”, București
- Constantin Cojocaru pentru rolul Istvan din spectacolul joi.megaJoy de Katalin Thuroczy, Teatrul Odeon, București
- Vlad Ivanov, pentru rolul Ivan Ivanovici din spectacolul Elizaveta Bam, după Daniil Harms, Teatrul „L.S. Bulandra”, București

### Cea mai bună actriță în rol secundar
- Rodica Mandache, pentru rolul Adel din spectacolul joi.megaJoy de Katalin Thuroczy, Teatrul Odeon, Bucuresti
- Andrea Tokay, pentru rolul Dupa din spectacolul Krum de Hanoch Levin, Teatrul Național din Timișoara
- Florentina Tilea, pentru rolurile Coreuț, Profesoara și Ea din spectacolul Vremea dragostei, vremea morții de Fritz Kater, Teatrul Național „Radu Stanca”, Sibiu

### Critică
(nu s-a acordat pentru că toți nominalizații s-au retras din competiție)
- Florica Ichim, pentru efortul, ca editor al suplimentelor revistei Teatrul azi, Galeria Teatrului Românesc, eseuri, cronici, însemnări teatrale și Dramaturgie de azi, de redescoperire și păstrare a memoriei teatrului românesc
- Liviu Malița, pentru proiectul de cercetare a fenomenului teatral românesc în comunism și postcomunism, finalizat prin publicarea volumelor „Cenzura în teatru. Documente. 1948-1989” și „Viaăa teatrală în și după comunism”, Editura Efes, Cluj
- Miruna Runcan, pentru încercarea de explorare practică a discursurilor teatrale ale actualității în cadrul proiectului „Dramaturgia cotidianului”

### Teatru radiofonic
- Portretul doamnei T de Ana-Maria Bamberger, regia artistică Attila Vizauer
- Omul în fața istoriei sau Zgomotul furiei, scenariu radiofonic de Ilinca Stihi după opera și viața lui Benjamin Fondane, regia artistică Ilinca Stihi
- Rața sălbatică de Henrik Ibsen, regia artistică Gavriil Pinte

### Debut
- Cristian Grosu, pentru rolul Graham din spectacolul Purificare de Sarah Kane, Teatrul Național Cluj
- Anca Hanu, pentru rolul Grace din spectacolul Purificare de Sarah Kane, Teatrul Național Cluj
- Katia Pascariu, pentru rolul Andreea din spectacolul Vitamine de Vera Ion, Teatrul Foarte Mic, București

### Premiul de excelență
- Silviu Boroghină pentru organizarea festivalului internațional Shakespeare din Craiova

### Premiul pentru întreaga activitate
- actor: András Csiky
- actriță: Valeria Seciu
- scenografie: Radu și Miruna Boruzescu
- regie: Lucian Giurchescu
- critică: Doina Modola

### Premii speciale
- pentru muzica de teatru: Vasile Sirli
- pentru Teatrul de copii Cornel Todea
- pentru Teatrul de păpuși: Ella Conovici
- pentru Teatrul de revistă: Mircea Crișan
- pentru Circ: Gabriel Moșoianu
- pentru coregrafie: Răzvan Mazilu

### Cea mai bună piesă românească a anului 2006
- Complexul România de Mihaela Michailov – reprezentată la Teatrul Național București, regia Alexandra Badea[1]